# Rytro
Rytro ist ein Dorf im Powiat Nowosądecki der Woiwodschaft Kleinpolen in Polen. Es ist Sitz der gleichnamigen Landgemeinde mit 3830 Einwohnern (2016).

## Geographie
Rytro liegt am Poprad in den Sandezer Beskiden (polnisch Beskid Sądecki), zwischen den Jaworzyna-Kamm im Westen und den Radziejowa-Kamm im Osten. Die Nachbarorte sind Barcice Górne und Wola Krogulecka im Norden sowie Obłazy Ryterskie und Sucha Struga im Süden.

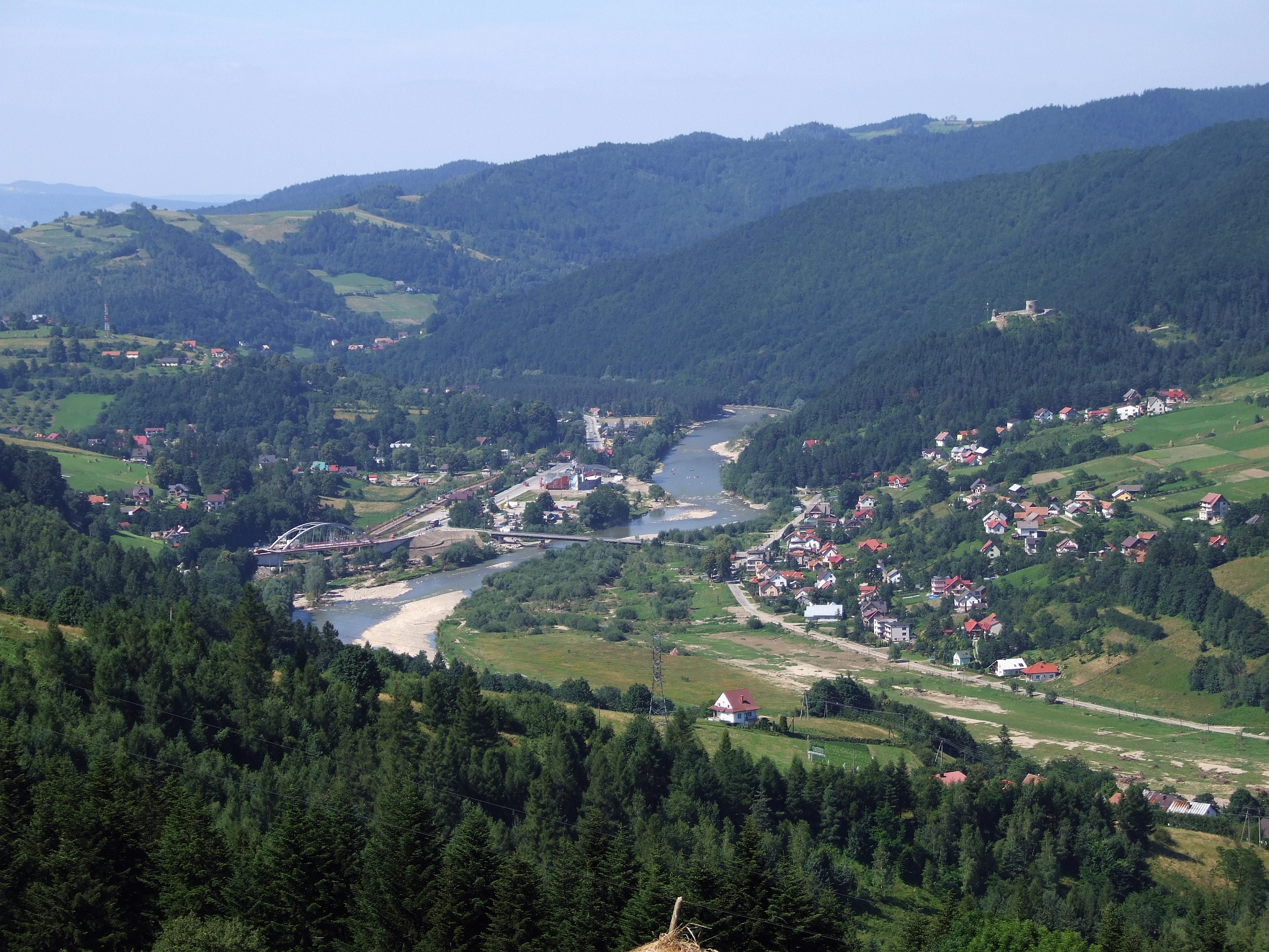
Ortsblick
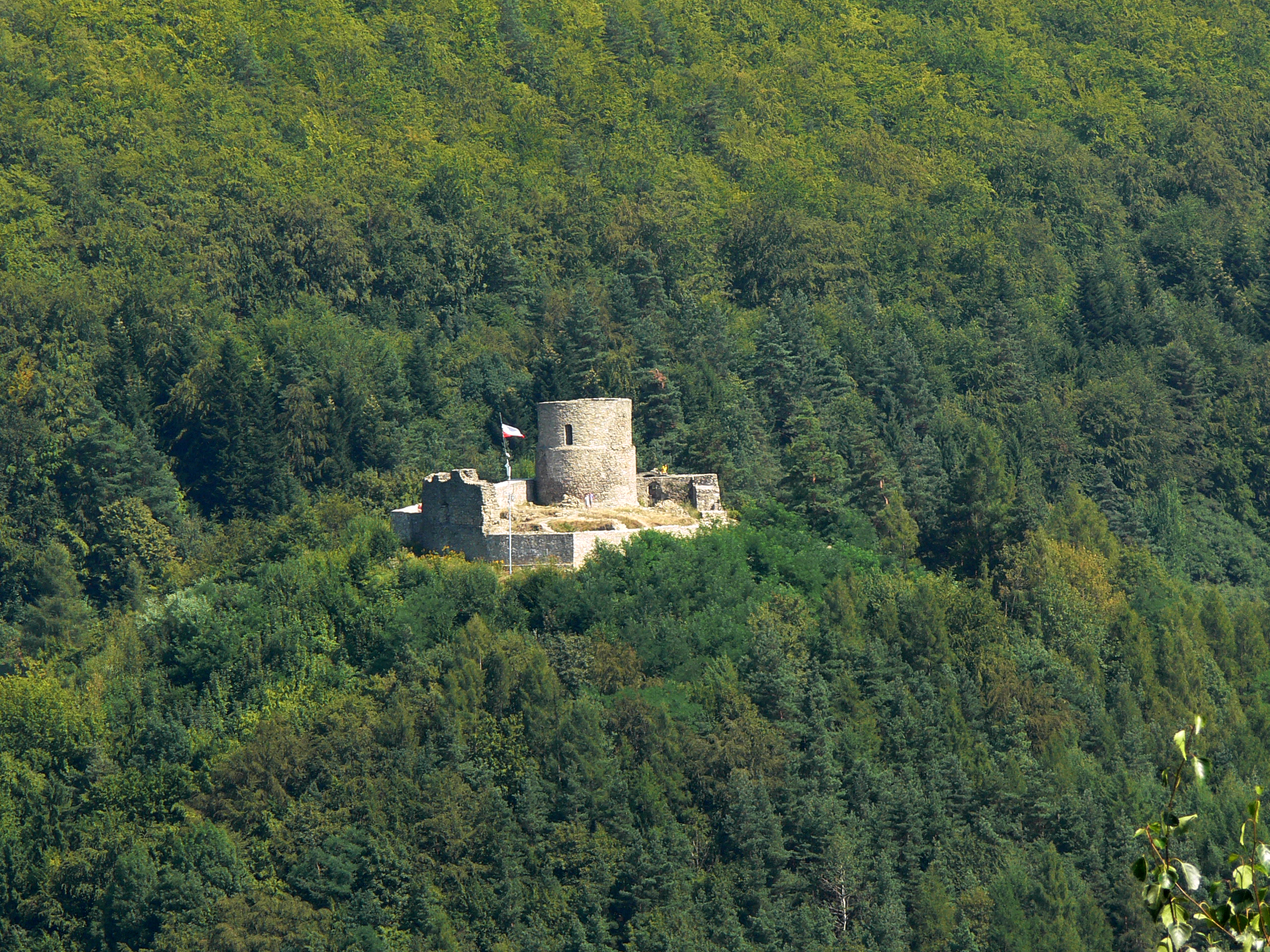
Burgruine

## Geschichte
Vermutlich entstand die Burg in der Mitte des 13. Jahrhunderts als polnische Antwort des ungarischen Anschlusses des Gebiets um Plaveč, flussaufwärts des Poprads, auf einem alten Handelsweg nach Ungarn. Es wurde als castrum Ritter (im Jahre 1312), Ryttro (1446), Villa Rither (1564), Rytter (1575) erwähnt. Wahrscheinlich ist der Name abgeleitet vom deutschen Wort Ritter.
Der Ort gehörte zunächst zum Königreich Polen (ab 1569 in der Adelsrepublik Polen-Litauen), Woiwodschaft Krakau, Kreis Sącz. Bei der Ersten Teilung Polens kam Rytro 1772 zum neuen Königreich Galizien und Lodomerien des habsburgischen Kaiserreichs (ab 1804).
Im Jahre 1788 wurden im Zuge Josephinischen Kolonisation deutsche Lutheraner angesiedelt. Nach der Aufhebung der Patrimonialherrschaften bildete es eine Gemeinde im Bezirk Nowy Sącz.
1918, nach dem Ende des Ersten Weltkriegs und dem Zusammenbruch der k.u.k. Monarchie, kam Rytro zu Polen. Unterbrochen wurde dies nur durch die Besetzung Polens durch die Wehrmacht im Zweiten Weltkrieg.
Von 1975 bis 1998 gehörte Rytro zur Woiwodschaft Nowy Sącz.

## Gemeinde
Zur Landgemeinde (gmina wiejska) Rytro gehören fünf Dörfer mit Schulzenämtern.

## Sehenswürdigkeiten
- Burg Rytro
- Bunker aus 1939

## Verkehr
Durch Rytro verlaufen die Landesstraßen DK 87 sowie die Bahnlinie nr 96.

## Persönlichkeiten
- Władysław Podgórski (1956–1976), Skilangläufer bei den Olympischen Winterspielen 1976